# الکسی گروال
الکسی گروال (انگلیسی: Alexi Grewal؛ زادهٔ ۸ سپتامبر ۱۹۶۰) دوچرخه‌سوار اهل ایالات متحده آمریکا است.
وی در مسابقات کشوری و بین‌المللی در مجموع برندهٔ ۱ مدال طلا شده‌است.